# Cotesia sibyllarum
Cotesia sibyllarum är en stekelart som först beskrevs av Wilkinson 1936.  Cotesia sibyllarum ingår i släktet Cotesia och familjen bracksteklar. Utöver nominatformen finns också underarten C. s. nipponensis.